# Микел Сан Хосе
Микел Сан Хосе Домингез (шп. Mikel San José Domínguez; Памплона, 30. мај 1989) је бивши шпански  фудбалер. Играо је на позицијама одбрамбеног и дефанзивног везног играча.

## Успеси
Атлетик Билбао
- Суперкуп Шпаније (1) : 2015.[5] (финале: 2009)[6]
- Куп Шпаније: (финале: 2011/12, 2014/15)[7][8]
- Лига Европе: (финале: 2011/12)[9]

 Шпанија до 19
- Европско првенство до 19 година (1) :  2007.[10]

 Шпанија до 21
- Европско првенство до 21 године (1) :  2011.[11]